# Sitzsack

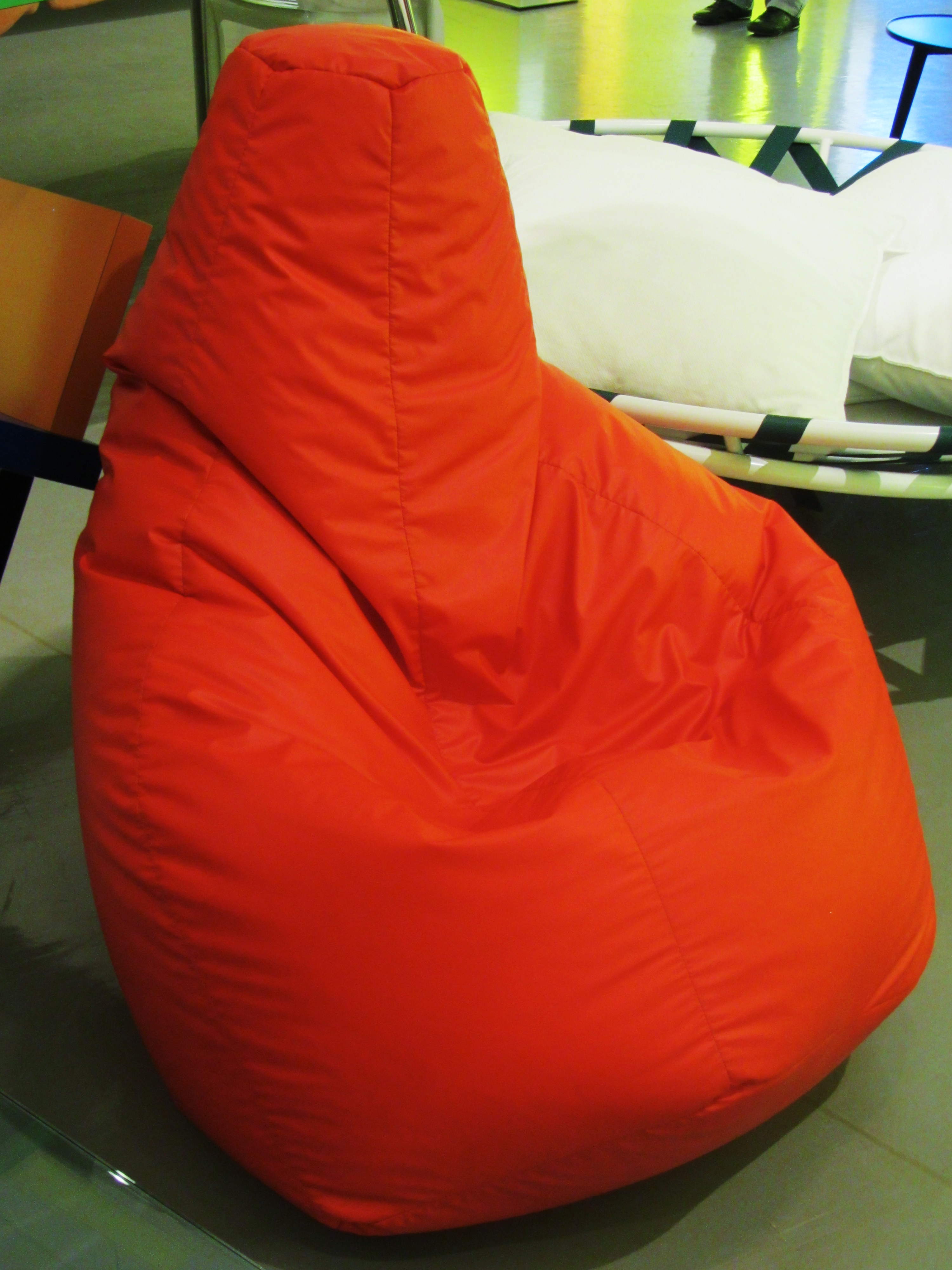
Sitzsack Sacco: Piero Gatti, Cesare Paolini, Franco Teodoro (1968)

Ein Sitzsack ist ein Sitzmöbel, kann aber je nach Ausführung auch als Liege genutzt werden. Er besteht aus einer Hülle wie etwa Leder oder Stoff und einer Füllung aus Schaumpolystyrol-Kügelchen, Schaumpolystyrol oder Schaumstoffflocken. Durch die flexible Füllung können sich Sitzsäcke optimal an die Körperform anpassen.
In den 1960er Jahren genoss der Sitzsack die bisher größte Popularität, die bis in die 1970er anhielt. In den 1990ern erlebte er ein Comeback. Es gibt klassische Modelle in Tropfenform genauso wie für Tiere, große Liegeinseln und verschiedene Themensitzsäcke.

## Geschichte

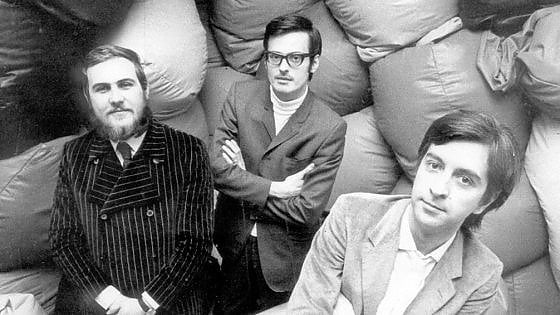
Piero Gatti, Cesare Paolini und Franco Teodoro

Entwickelt wurde der Sitzsack Sacco von den drei italienischen Architekten Piero Gatti (1940 – 2017), Cesare Paolini (1937 – 1983) und Franco Teodoro (1939 – 2005). Sie entwickelten die Vorstellung einer Sitzmöglichkeit, die sich ähnlich wie Schnee angenehm an den Körper anschmiegt. Für die am besten geeignete Füllung experimentierten die Erfinder anfangs sogar mit Blei und Wasser bis man schließlich in Styroporkügelchen die gewünschten Eigenschaften fand. Zum großen Durchbruch des Sitzsacks verhalfen letztendlich der Zufall und ein Bild in einer amerikanischen Zeitung. Dieses Bild des extravaganten Möbelstücks überzeugte die Kaufhauskette Macy’s dermaßen, dass sie gleich 10.000 Stück bei den Erfindern bestellte. Damit trat der Sacco, wie das Modell bis heute genannt wird, seinen weltweiten Siegeszug an. Die italienische Firma Zanotta S.p.a in Nova Milanese fertigt den Sitzsack bis heute.

## Formen
Die klassische und am weitesten verbreitete Form des Sitzsackes ist die Tropfenform. Ausgehend von ihr entwickelten sich schließlich Sitzsäcke in verschiedenen geometrischen Formen wie zum Beispiel kugelförmige Sitzsäcke oder rechteckige Bodenkissen. Eine weitere große Kategorie sind Sitzsäcke in Gestalt von klassischen Sitzmöbeln. Angelehnt an herkömmliche Sessel und Sofas bieten sie eine vorgeformte Rückenlehne und teilweise auch Armlehnen. Auch für Tiere gibt es spezielle Sitzsäcke, die auch als Tierbetten bezeichnet werden. Deren Form zeichnet sich in der Regel durch erhöhte Seitenränder aus. Eine eher seltene Form von Sitzsäcken sind Modelle, deren Design an bestimmte Themenbereiche wie Lebensmittel oder Tiere angelehnt ist.
Sitzsack-Formen im Überblick:
- Tropfenform
- Kugelform
- Bodenkissen (rechteckig, rund, dreieckig)
- Sitzwürfel
- Sessel
- Sofa
- Liege
- Tierbett
- Themen-Sitzsäcke

## Auszeichnungen
- Bio 5 Ljubljana, Biennale of Design Ljubljana, 1973
- Selected for the Compasso d’Oro Award, 1970
- M.I.A.- Mostra Internazionale dell'Arredamento, Monza, 1968
- XXVI Compasso d’Oro Award, 2020[4]

## Kollektion
- Museum of Modern Art, New York
- Israel Museum, Jerusalem
- Uměleckoprůmyslové Muzeum, Prague
- Kunstgewerbemuseum, Berlin
- Victoria and Albert Museum, London
- Kunstmuseum, Düsseldorf
- Museum für angewandte Kunst, Vienna
- Taideteollisuusmuseo Konstindustrimuseet, Helsinki
- Musée des Arts Décoratifs, Paris
- The Saint Louis Art Museum, Saint Louis
- Museo dell'arredo contemporaneo, Russi (Ra)
- Museum für Kunst und Gewerbe, Hamburg
- Denver Art Museum, Denver
- Dallas Museum of Art, Dallas
- Fondazione Triennale Design Museum, Milan
- Tel Aviv Museum of Art, Tel Aviv
- Vitra Design Museum, Weil am Rhein
- Musée National d’Art Moderne (Centre Pompidou), Paris
- Thessaloniki Design Museum, Thessaloniki
- Brücke-Museum, Berlin
- Fonds Régional d’Art Contemporain, Dunkerque
- Centro Arte e Design, Calenzano
- Museum of Applied Arts and Sciences, Powerhouse Museum, Sydney
- Museum voor Sierkunst en Vormgeving, Gent
- Philadelphia Museum of Art, Philadelphia
- Shiodome Italia Creative Center, Tokyo